# Alberto Rocchetti
Alberto Rocchetti (Montalto di Castro, 25 giugno 1955) è un tastierista e pianista italiano, noto per la sua duratura collaborazione con Vasco Rossi.

## Biografia
Nato a Montalto di Castro, in provincia di Viterbo, inizia a studiare musica da giovanissimo; a 11 anni entra al conservatorio ma verrà cacciato all'età di 16 anni.
Due suoi fratelli, Mario e Santino Rocchetti fanno parte di un noto gruppo beat e rhythm 'n' blues, i Rokketti, ed è proprio nel complesso di famiglia che Alberto debutta, alla fine degli anni sessanta.
Dopo lo scioglimento del gruppo, Alberto forma La Seconda Genesi, in cui è anche voce solista, con cui partecipa ad alcuni festival pop, tra cui quello di Villa Pamphili.
Nella seconda metà degli anni settanta diventa il tastierista del fratello Santino, eseguendo anche i cori (sua è, ad esempio, la voce in falsetto in Divina); si dedica poi all'attività di session man, e nel 1983, il tastierista viene reclutato da Enrico Ruggeri insieme al batterista del gruppo di Santino, Luigi Fiore, suonando con lui per sei anni sia dal vivo che in studio; in questo periodo suona con gli Champagne Molotov (è il cantante del gruppo), gruppo di Ruggeri che ha anche una carriera in proprio, esibendosi nel 1985 al Festival di Sanremo (sezione Giovani) con il brano Volti nella noia (composto per la musica da lui e Luigi Schiavone) ed al Festivalbar 1984.
Nel 1989 entra nella band di Vasco Rossi (con cui collabora tuttora), esordendo nel tour dell'album Liberi liberi.
Ha anche suonato con il chitarrista Nando Bonini ad un album tributo agli AC/DC, ha suonato dal vivo anche con Renato Zero.

## Vita privata
Attualmente vive nel suo paese natale nella Maremma laziale. Viene infatti soprannominato "Il lupo maremmano".

## Strumentazione live
Il suo equipaggiamento in tour con Vasco Rossi è costituito da:
- Yamaha Montage 7
- Yamaha CP 88
- Nord Electro 3 (Hammond)
- Nord Lead 3 (synth)
- Access Virus Ti2 Darkstar
- Nord Wave (synth)
- Nord Rack 3 (synth)
- Roland Fantom XR (strings)
- E-mu Virtuoso 2000 (strings e orchestra)
- Moog Subsequent 37

## Discografia
Con i Rokketti
- 1968 - Due ali nel cuore/Sei tu (45 giri, CDB, DB 1142)

Con La Seconda Genesi
- 1972 - Tutto deve finire (Picci, GLA 2002; ristampato nel 1994 in CD dalla Mellow Records MMP 188, e nel 2002 dalla Akarma, AK 1031)

Con I Gatti Rossi
- 1972 - E dire che a maggio (45 giri, Philips Records, 6025 076)

Con gli Champagne Molotov
- 1984 - C'è la neve/Quella porta chiusa (45 giri, CGD, 10565)
- 1985 - Volti nella noia/In un tempo lontano (45 giri, EMI Italiana, 1187037)

## Collaborazioni
- 1971 - Padre mio, padre Dio/Io non vivrò (45 giri) di Pierluigi Terri
- 1971 - Naufrago in città di Paride e gli Stereo Quattro
- 1972 - Io, l'altra faccia della luna di Fiammetta
- 1977 - Dedicato a te di Santino Rocchetti
- 1978 - Santino Rocchetti di Santino Rocchetti
- 1984 - Presente di Enrico Ruggeri
- 1985 - Tutto scorre di Enrico Ruggeri
- 1986 - Difesa francese di Enrico Ruggeri
- 1986 - Enrico VIII di Enrico Ruggeri
- 1987 - Vai Rrouge! di Enrico Ruggeri
- 1988 - La parola ai testimoni di Enrico Ruggeri
- 1990 - Fronte del palco di Vasco Rossi
- 1990 - Vasco live 10.7.90 San Siro di Vasco Rossi
- 1993 - La giostra della memoria di Enrico Ruggeri
- 1999 - Rewind di Vasco Rossi
- 2003 - Vasco Rossi @ S.Siro 03 di Vasco Rossi
- 2005 - Buoni o cattivi Live Anthology 04.05 di Vasco Rossi